# Ka‘ba-je Zardošt
Ka‘ba-je Zardošt (persky کعبه زرتشت ‎ česky Zarathuštrova svatyně) je věžovitá kultovní stavba v Nakš-e Rustamu v Íránu, jen několik kilometrů severozápadně od Persepole. Je postavena z vápencových kvádrů světlé a tmavé barvy a její výška obnáší zhruba 12,6 metru. Většinou se soudí, že ji dal zbudovat perský král Dareios I. z dynastie Achaimenovců krátce po svém nástupu na trůn (522 př. n. l.). O její přesné funkci se názory dodnes rozcházejí. Mohlo jít jednak o chrám, kde byl přechováván posvátný oheň, jednak o provizorní královskou hrobku, jež ztratila svůj význam po dokončení skalních hrobů v rustamské skále. Uvažuje se i o tom, že tu mohly být přechovávány královské standarty či posvátné knihy.
V letech 1936–1939 objevil Erich F. Schmidt u paty Ka‘by pod úrovní terénu trojjazyčný řecko-parthsko-středoperský nápis krále Šápúra I., popisující jeho války proti Římu (zhruba léta 242–260 n. l.). Král po svém představení a výpočtu zemí, kterým vládl, líčí tuto válku těmito slovy:
A když jsme nejdříve stanuli v panování, císař Gordianus sebral armádu z celé římské říše a zemí Gotů a Germánů a přišel do Asýrie na íránskou říši a na nás. A v Asýrii na pomezí Mišíku byla svedena velká frontální bitva; císař Gordianus byl zabit; římské vojsko potřeno. A Římané udělali císařem Philippa a císař Philippus přišel k nám k jednání a dal nám výkupné za jejich životy 500 000 denárů a zavázal se nám k poplatku. A my jsme proto převzali Mišík na Péroz-Šahpuhr.
Kromě toho zde byl nalezen i nápis předního zarathuštrovského duchovního ze 3. století, kněze Kartíra. Oba nápisy poskytují cenné svědectví o politice a organizaci perské říše za prvních Sásánovců.